# 몬스터 매그닛
몬스터 매그닛(영어: Monster Magnet)은 미국의 스토너 록 밴드이다. 데이브 윈도프 (보컬 및 기타), 존 맥베인 (기타), 팀 크로닌 (보컬 및 드럼)으로부터 1989년 뉴저지주 레드뱅크에서 결성되었다. 지금 이름으로 정착하기 전에 이름은 도그 오브 미스터리(Dog of Mystery), 에어포트 75(Airport 75), 트리플 배드 애시드(Triple Bad Acid), 킹 퍼즈(King Fuzz)이었으며, 결국 윈도프가 어린 시절 좋아했던 1960년대의 미국 Wham-O 사의 장난감 이름인 몬스터 매그닛으로 정착하였다.

## 디스코그래피
- Spine of God
- Superjudge
- Dopes to Infinity
- Powertrip
- God Says No